# Oct-4
Oct-4 (octamer-binding transcription factor 4) è una proteina coinvolta nell'auto-rinnovamento di cellule embrionali indifferenziate. Essa è codificata dal gene POU5F1.
Oct-4 è presente nei blastomeri, nelle cellule della linea germinale, nella massa cellulare interna (MCI)  ma non nel trofoblasto.
Regola la trascrizione di numerosi geni interagendo con fattori di trascrizione presenti in cellule pluripotenti (SOX2 e NANOg). Un gene importante di OCT4 è FgF4 (Fibroblast growth factor 4), la cui trascrizione richiede anche Sox2. OCT4 è presente nelle cellule pluripotenti ed è necessaria per la pluripotenza stessa.
A seconda del tessuto embrionale, essa è presente in concentrazioni differenti, per permetterne il diverso differenziamento: 
- Livelli elevati : ipoblasto
- Livelli intermedi: MCI
- Non presente: trofoectoderma

La demetilazione del DNA è necessaria per la trascrizione di Oct4 e per permettere il differenziamento richiesto.